# Det Gyldne Kompas (film)
Det Gyldne Kompas (org. The Golden Compass) er en fantasyfilm, der er baseret på den første bog i Philip Pullmans fantasytrilogi Det Gyldne Kompas/His Dark Materials: Northern Lights der i USA blev udgivet under navnet The Golden Compass og på dansk Det Gyldne Kompas. I filmen medvirker Daniel Craig, Nicole Kidman, Eva Green og Dakota Blue Richards. Projektet blev annonceret i februar 2002, som følge af andre succesfulde eventyrfilm, men problemer med manuskriptet og valg af instruktøren gjorde det lidt besværligt. Med et budget på 180 millioner dollars, var det en af New Line Cinemas dyreste projekter nogensinde.
Filmen handler om den forældreløse pige Lyra, der lever i et fiktivt parallelt univers med et dogmatisk teokrati, Magisterium, der truer med at overtage hele verden. Da Lyras ven bliver kidnappet, rejser hun langt op i Norden for at redde sin ven og blive genforenet med sin onkel.
Inden filmens udgivelse, modtog den kritik fra sekulære organisationer og fans af serien på grund af fortyndingen af det religiøse aspekt fra bøgerne, samt fra nogle religiøse organisationer på grund af materialets anti-kristne og ateistiske temaer. Filmen blev mødt med blandede anmeldelser og levede ikke op til det forventede resultat på den amerikanske box office. Den klarede sig bedre på det internationale marked og indtjente sammenlagt $372 mil. Filmen vandt både en Oscar og en BAFTA-pris for visuelle effekter. Det er endnu ikke blevet annonceret om der skal laves en efterfølger til filmen, men produceren Deborah Forte har udtalt, at hun agter at filmatisere resten af serien.

## Handling
Bogen udspiller sig i et parallelt univers, hvor en del af en persons sjæl er bosat udenfor kroppen i noget der kaldes en daimon. En daimon er altid det modsatte køn af sit menneske og kan kun gå omkring 20 m væk fra sit menneske. En daimon og et menneske er tæt knyttet. Hvis noget gør ondt på et menneske, gør det ondt på daimonen og omvendt.
Dette andet Europa, er styret af en autoritær organisation kaldet Magisterium. I Oxford på "Jordan Kollegiet", hører den 12-årige Lyra Belacqua en sygeplejerske på en skadestue fortælle om "Snapperne". Sygeplejersken mener, at det er Lyra og hendes venner der er ansvarlige for "Snappernes" kidnapning af flere børn. Skolen bliver besøgt af Lyras onkel, Lord Asriel, hvis formål på skolen, er at fremlægge beviser for eksistensen af partikler, kaldet "Støv", trods Magisteriumets doktrin. Efter Lyra redder Lord Asriel fra snigmord fra Magisteriums side, opnår han finansieringen fra kollegiet og kan tage på en ekspedition til det høje nord for at undersøge stoffet, og fordi han mener, at stoffet udspringer fra et parallelt univers til hans eget og at stoffet bliver ledt i mennesket, gennes dets daimon. Af frygt for "Støvets" virkning, udfører Magisterium eksperimenter på børn, for at kunne gjorde dem immune overfor "Støv".
Efter Asriels besøg, får kollegiet nu besøg af Mrs. Coulter, som tilbyder at tage Lyra med til Nord. Inden deres afrejse, får Lyra et alethiometer (dertil filmens titel det Gyldne Kompas), som gave fra kollegiets rektor. Alethiometeret er i stand til at svare på alle spørgsmål, der bliver af en stillet af en øvet bruger og er det sidste eksemplar, siden Magisterium forbød dets anvendelse. Selvom Lyra ikke er i stand til at bruge instrumentet, accepterer hun gaven og tager det med til Mrs. Coulters hjem. Da Lyra begynder af mistænke Mrs. Coulter for at forsinke deres rejse, finder hun ud af at Mrs. Coulter leder "Disciplinærkommissionen", kaldet "Snapperne", som har kidnappet lokale børn. Lyra finder ud af, at hendes bedste ven Roger og hendes jypsi-ven Billy Costa er blevet kidnappet af "Snapperne" og taget med op nordpå.
Mrs. Coulter finder ud af, at Lyra har et alethiometer, men Lyra finder ud af at undslippe hende. "Snapperne" forfølger hende, men hun bliver reddet af jypsierne: et nomadisk bådfolk. De planlægger at rejse nordpå ad søvejen for at redde de kidnappede børmn, der har mange jypsier i blandt sig. Lyra rejser med og lærer at bruge alethiometer med hjælp af en klog jypsianer, Farder Coram og dronningen af en hekseklan, Serafina Pekkala, som slutter sig til dem under rejsen. På en norsk havn, bliver Lyra venner med den gamle luftskipper, Lee Scoresby, som råder hende til at hyre Iorek Byrnison, en udstødt prins af racen panserisbjørn. Iorek er ansat som smed på havnen, efter han blev lokket ud af sit panser af det lokale byfolk. Lyra bruger alethiometeret til at finde rustningen, som Iorek efterfølgende tager på. Han lader sig hyre som tak til Lyra, og han og Scoresby bliver hyret af jypsierne til at hjælpe dem nordpå.
Da de når Svalbard, leder alethiometeret Lyra til Billy Costa, som er undsluppet fra Magisteriums forskningscenter, kaldet Bolvangar. Han er sløv og mangler sin daimon og hun tager ham med tilbage til jypsierne. Gruppen bliver overfaldet af en Samoyeds-stamme og Lyra bliver fanget. Hun bliver ført til de pansrede bjørnes konge, Ragnar Sturlusson og Lyra narrer ham til at kæmpe med Iorek om tronen. Iorek dræber kongen og overtager sin retsmæssige trone. Iorek følger Lyra hen til Magisteriums forskningscenter, men da de når en isbro, kollapser den da Iorek prøver at komme over. Iorek er fanget på den ene side af kløften og Lyra på den anden. Lyra går derefter alene videre og lader som om hun er faret vild og bliver budt velkommen på forskningscentret. Hun finder Roger, og fortæller ham, at han skal forberede de andre børn til at flygte. Lyra opdager, at Magisteriums videnskabsfolk udfører, under ledelse af Mrs. Coulter, eksperimenter med at skille det usynlige, men stærke bånd mellem et barn og dets daimon også kaldet intercision. Efter at blive opdaget i at lytte til hemmelige samtaler mellem videnskabsfolkene, bliver Lyra taget med til et rum, hvor de begynder adskillelsesproceduren på Lyra, lige indtil Mrs. Coulter kommer ind og redder Lyra fra maskinen og tager hende op til hendes værelse.
Mrs. Coulter forklarer Lyra, at intercision er nødvendig, fordi "Støv" begynder at flyde i et barn via dets daimon, når barnet når puberteten og siger, at "Støvet" får børn til at tænke "dårlige tanker", hvis ikke de får kappet båndet til deres daimon. Hun fortæller også Lyra, at hun stoppede proceduren for hende, fordi maskinen ikke var helt klar endnu og nogle gange forsager dødsfald. Hun fortæller til sidst Lyra, at hun, Mrs. Coulter, er Lyras mor og at hendes far er Lord Astriel. Lyra finder også ud af at Lord Astriel er involveret i nogle undersøgelser længere nordpå og at der er blevet sendt folk ud for at dræbe ham. Da Mrs. Coulter beder om alethiometeret, vil Lyra ikke give hende det og flygter.
Lyra ødelægger adskillelsesmaskinen, hvilket fører til en masse eksplosioner, som ødelægger hele Bolvangar. Lyra fører de andre bortførte børn udenfor, hvor vagter fra Magisterium blokere deres flugt. Der udbryder en kamp da Iorek, jypsierne og en hær af hekse, ledt af Serafina Pekkala, ankommer. Vagterne bliver besejret og børnene er reddet. Men i stedet for at rejse med tilbage sydpå sammen med jypsierne og de reddede børn, vælger Lyra og Roger at rejse nordpå med Lee Scoresby, Iorek Byrnison og Serafina for at finde Lord Asriel. Serafina ved, at Magisterium ikke blot ønsker at kontrollere deres egen verden, men "hver verden i hvert univers", mens Lyra er overbevist om, at hvis hun kan få overleveret alethiometeret til sin far, vil de to være i stand til at få tingene i orden.

## Medvirkende
- Dakota Blue Richards som Lyra Belacqua. En pige der indleder en rejse for at kæmpe mod det onde og for at redde sin bedste ven. New Line Cinema annoncerede i juni 2006, at det var den 12-årige Richards der havde fået rollen som Lyra. Hun havde deltaget i en åben audition efter at have set teaterproduktion af historien [4] og var blevet valgt blandt 10.000 piger, selvom det var hendes første skuespilsaudition.[5]
- Nicole Kidman som Marisa Coulter. Kvinden der tager sig af Lyra og skurken i filmen. Kidman havde været forfatteren Philip Pullmans fortrukne valg, allerede 10 år før filmen blev produceret,[6] og hun sagde i første omgang nej, fordi hun ikke ville spille en skurk, men ændrede mening efter at have modtaget et personligt brev fra Pullman.[7]
- Daniel Craig som Lord Asriel. Lyras rodløse og mystiske eventyrer-onkel. I juli 2006 blev det annonceret Paul Bettany var en af de mulige skuespillere til rollen.[8]
- Ian McKellen som Iorek Byrnison. En panserbjørn som bliver Lyras ven og beskytter. Nonso Anozie har indspillet nogle af Ioreks replikker, men blev sent erstattet af McKellen, fordi New Line ville have et større navn til rollen.[9] Produktionslederen fra New Line Toby Emmerich har senere indrømmet at han aldrig "syntes at han (Anozie) lød som en Iorek" og selvom han gav Weitz' rollebeslutning ret, har han udtalt at han "aldrig troede på at han var den rigtige stemme til Iorek". Recastning var imod Weitz' ønske, selvom han senere har udtalt; "Hvis du skal have nogen recastet til en film, skal du være glad for at det er Ian McKellen".[4]
- Ian McShane som Ragnar Sturlusson. Panserbjørnenes konge. Ragnar hedder i bogen Iofur Raknison, men dette blev ændret for ikke at forveksle ham med Iorek. [10]
- Sam Elliott som Lee Scoresby. En luftskipper fra Texas, som bliver ven med Lyra.
- Eva Green som Serafina Pekkala. En heksedronning.
- Freddie Highmore som Pantalaimons, Lyras daimon, stemme.
- Ben Walker som Roger Parslow. Lyras bedste ven, som bliver kidnappet og ført op til nord.
- Clare Higgins som Mutter Costa, medlem, og mor til Billy Costa, af en jypisisk familie som hjælper Lyra.
- Jim Carter som John Faa, jypsiernes konge.
- Tom Courtenay som Farder Coram, jypsiernes anden øverste kommanderende og rådgiver til John Faa.
- Kathy Bates som Hesters, Lee Scoresbys daimon, stemme.
- Kristin Scott Thomas som Stelmarias, Lord Asriels daimon, stemme.
- Jack Shepherd som "Jordan Kollegiet" rektor.
- Simon McBurney som Fra Pavel.
- Magda Szubanski som Mrs. Lonsdale.
- Christopher Lee som Magisteriums Øverste Ledende Rådgiver. Lees rollebesætning var mere New Lines valg, end Chris Weitz' [4].
- Derek Jacobi som Magisterial udsending.
- Charlie Rowe som Billy Costa.

## Udvikling
Den 11. februar 2002, efter New Lines succes med Ringenes Herre: Eventyret om Ringen, købte studiet rettighederne til Philip Pullmans Det gyldne kompas-trilogi. I juli 2003, blev Tom Stoppard ansat til at skrive manuskriptet. Instruktører som Brett Ratner og Sam Mendes udtrykte interesse for at instruere filmen, men et år senere blev Chris Weitz hyret til opgaven efter at have ansøgt studiet med en 40-sider lang behandling. Studiet afviste Stoppards manuskript og bad Weitz begynder helt fra bunden. Siden Weitz er fan af Stoppard, ville Weitz ikke læse manuskript, så han ikke kunne komme til at hugge ideer fra Stoppard. Efter at have leveret manuskriptet, fortalte han at Barry Lyndon og Star Wars har medvirket som stilistiskt indflydelse på filmen . I 2004 var Weitz inviteret af Ringenes Herre-instruktøren Peter Jackson til at besøge King Kongs set for at lære at instruere en blockbuster-film og for at få råd om hvordan man arbejder med New Line, da Jackson selv har erfaringer fra Ringenes Herre. Efter et interview, hvor Weitz sagde, at trilogiens angreb på organiseret religion skulle blødgøres, blev han kritiseret af nogle fans, og den 15. december 2004 meddelte Weitz at han trækker sig fra produktionen, på grund af de enorme tekniske udfordringer i det episke. Han sagde senere, at han havde forudsat muligheden for at blive fordømt af både bogens fans og modstandere, mens studiet håbede på en ny Ringenes Herre.
Den 9 august 2005 blev det meddelt at den britiske instruktør Anand Tucker ville tage over for Weitz. Tucker udtalte, at filmens tema omtrent skulle være om Lyras "søgning efter en familie" , og til det var Pullman enig: "Han har masser af gode ideer og han er ikke tynget af de tekniske udfordringer, men den allerbedste ting er, at hans interesse ikke kun er om computerteknikken, men også om det fantastiske eventyr i den fantastiske verden" . Tucker fratrådte igen den 8. maj 2006, på grund af kreative uoverensstemmelser med New Line og Weitz kom ind i billedet igen. Weitz udtalte: "Jeg er både den første og tredje instruktør på filmen... Men jeg er vokset meget i mellemtiden".
Ifølge producenten Deborah Forte, ville Tucker lave en mindre spændende film, end det New Line ønskede. New Lines produktionsleder Toby Emmerich sagde om Weitz' tilbagevenden: "Jeg tror, at Chris indså, at hvis han ikke kom tilbage og tog sig sammen, ville denne film måske ikke blive lavet... Vi havde virkelig ikke en plan B på dette tidspunkt". Weitz kom tilbage, efter Pullman havde skrevet et brev til ham og bedt ham om at overveje at komme tilbage. Siden hans afgang, er blueprints, produktionsdesign og visuelle effekter blevet kørt i stilling og mens Weitz indrømmede, at hans frygt for projektet forsvandt og projektet syntes pludselig muligt for instruktøren.

## Produktion
Filmoptagelserne begyndte i Shepperton Studios den 4. september 2006 , med ekstra sekvenser optaget i Norge og Schweiz . Filmoptagelserne fandt også sted i Old Royal Naval College ved Greenwich i London ; og på Radcliffe Square, Queen's College Oxford og Hedsor House i Buckinghamshire.
Produktionsdesigneren Dennis Grassner siger om sit arbejde i filmen: "Hele projektet handler om oversættelse – oversættelse fra noget du vil forstå, til noget der er i en anden dialekt. Så det er en ny signatur, og man kigger ind i en ny verden, der virker bekendt, men som alligevel er unik. Der er et udtryk jeg bruger – kaldet "skyet", det består i at tage et element og kombinere det med et andet og lave noget nyt. Det er en sammenlægning og det er hvad denne film handler om fra et design perspektiv. Det handler om at udvikle ideer og begreber og de teoretiske og fysiske miljøer".
Rhythm and Hues Studios skabte de vigtigste daimoner og Framestore CFC skabte alle bjørnene.  British company Cinesite skabte de mindre vigtige daimoner. 
Alexandre Desplat sammensatte soundtrack. Kate Bush har optaget melodien Lyra, der spiller under rulleteksterne efter filmen.

## Forskelle fra bogen
Flere scener fra bogen bliver ikke repræsenteret i filmen. Den 7. december 2007 udsendte "New York Magazine" er revideret udkast af manuskripter fra både Stoppard og Weitz; begge var betydelige længere end den endelig version og Weitz' (som i modsætningen til Stoppards, ikke bestod af betydelige tilføjelser til kildematerialet) blev udvalgt som det bedste ud af tre.